# Стара-Река (Ямболская область)
Стара-Река (болг. Стара река) — село в Болгарии. Находится в Ямболской области, входит в общину Тунджа. Население составляет 303 человека.

## Политическая ситуация
В местном кметстве Стара-Река, в состав которого входит Стара-Река, должность кмета (старосты) исполняет Донка Николаева Тодорова (коалиция в составе 5 партий: Граждане за европейское развитие Болгарии (ГЕРБ), Демократы за сильную Болгарию (ДСБ), Земледельческий народный союз (ЗНС), Союз свободной демократии (ССД), Союз демократических сил (СДС)) по результатам выборов правления кметства.
Кмет (мэр) общины Тунджа — Георги Стоянов Георгиев (коалиция в составе 2 партий: Болгарская социалистическая партия (БСП) и Болгарская социал-демократия (БСД)) по результатам выборов в правление общины.